# 愛的問候
愛的問候（韓語：사랑의 인사，又名：愛的禮節）是韓國KBS電視台臺1994年製作的青春偶像連續劇。於1994年11月至1995年4月播出。

## 劇情簡介
90年代的大韓民國，金勇民和他親人和朋友一起在修讀文學經理過的事情，在社會的苦中如何把他們從一群愛玩，天真活潑的青少年們變成一個性格堅強的大人。
勇民自己本身的初戀是童年伙伴慧英，和他都是在1975年出身。他們兩來自同個鄉村，也在同間小學，高中和大學一起念書。后来，慧英跟景冠学长交往，勇民心里数日感到很难过。慧英走后，勇民就跟鐘南和有珍交往，但結果不成功。勇民遇上恩彩後，漸漸地認識他悲慘的情景，就不遺余力地幫助她解決問題。在時間的歲月中，就和她交往了，成為一對情人。

## 演員陣容
- 裴勇俊 飾 金勇民
- 權五中 飾 元熙東
- 李依静 飾 美娜
- 金慶膺 飾 李奉冠
- 金芝荷 飾 韓鐘南
- 成賢娥 飾 慧英
- 朴焌姬 飾 江恩彩
- 李允洙 飾 靜恩
- 金京恩 飾 李有珍
- 尹孫河 飾 韓娜
- 金炳斗 飾 建于

## 导演
- 全基相
- 尹锡湖

## 外部連結
- 內容說明 (韓語)
- Yahoo 相簿[永久]
- 詳細說明 （页面存档备份，存于）